# Разложки революционен район
Разложкият революционен район от Серския революционен окръг на Вътрешната македоно-одринска революционна организация обхваща териториите на Разложката кааза в Османската империя. Център на революционния район е Банско.
До 1896 година революционни дейци в Разлога са Лука Поптеофилов, Иван Бележков, Иван Каназирев, Константин Саев и Димитър Тодев. В учебната 1896/1897 година като учител в Банско от Щип е преместен лидерът на Организацията Гоце Делчев и разложката мрежа на ВМОРО се разширява. През ноември 1896 година Делчев заклева за член на Организацията и Лазар Томов, а след това урежда Мехомийския революционен комитет в състав Иван Бележков, председател, Иван Каназирев, секретар-касиер и Дафе Захов, Лазар Томов и Георги Рачев, членове.
В края на 1896 година Делчев напуска Банско и заминава за България, като преди напускането си урежда ръководното тяло на революционния район в Банско: Димитър Тодев, председател и секретар и членове Борис Тодев, Симеон Молеров (по-късно войвода), Иван Вапцаров (по-късно войвода), Иван Колчагов и Иван Хадживълканов. Основната тежест е поета от Димитър Тодев. В революционната организация влиза почти цялото население на Банско и от двете общини православната и протестантската и всички учители: главният учител Лазар Томов от Годлево, Костадин Молеров от Банско, Никола Попиванов от Долно Драглища, Илия Крантев от Скребатно, Михаил Решовалиев, Костадин Чучулайн и Костадин Кушьов и тримата от Банско, Иван Илиев от Скребатно, както и учителката Сола Сирлещова Колчагова от Банско. Ръководството урежда упражнения по стрелба в салона на училището. Организира и екскурзии в Пирин за упражнения по стрелба, като първата такава става в 1898 година в Бъндерица под върха Елтепе.